# ديفيز وجيك
قد يشير الاسم ديفيزإلى التالي:
- ديفيز (لقب)، لقب ويلزي يعني "ابن ديفيد"
- (انظر أيضًا قائمة بالأشخاص الذي يحملون لقب ديفيز)
- ديفيز بيرتانز (Davis Bertans) (ولد 1992)، لاعب كرة سلة محترف من لاتفيا
- ديفيز بلوم (Davis Bloome)، شخصية خيالية في سمولفيل
- كأس ديفيز، كبرى مسابقات لعبة كرة المضرب للرجال على مستوى الفرق العالمية
- ديفيز إل إل بي، شركة محاماة كندية
- ديفيز موتومياي (Davis Motomiya)، شخصية خيالية في ديجيمون
- ديفيز كوينتون (Davis Quinton)، شخصية خيالية في كورنر غاز
- جامعة كاليفورنيا، ديفيز، وتعرف أيضًا على أنها جامعة كاليفورنيا، ديفيز
- جورج ديفيز (Georgie Davis)، مغني هولندي، الاسم الفني لكيس ريتفيلد (Kees Rietveld)

الأماكن
- القارة القطبية الجنوبية
  - محطة ديفيز، قاعدة أسترالية
- كندا
  - ديفيز، ساسكاتشوان
- الولايات المتحدة
  - ديفيز، كاليفورنيا، أكبر مدينة بهذا الاسم
  - ديفيز، إلينوي
  - ديفيز، ماساتشوستس، قرية مناجم مهجورة
  - ديفيز، أوكلاهوما
  - ديفيز، داكوتا الجنوبية
  - ديفيز، فيرجينيا الغربية
  - هوبفول، ألباما ديفيز سابقًا
  - محطات القطار
    - ديفيز (هيئة النقل العام)، محطة نقل عام في إيفانستون، إلينوي
    - شارع إيفانستون ديفيز (ميترا)، محطة سكك حديدية للركاب في إيفانستون، إلينوي
    - ديفيز (محطة إم بي تي إيه)، محطة مترو أنفاق في سومرفيل، ماساتشوستس